# NGC 3092
NGC 3092 é uma galáxia espiral (S0-a) localizada na direcção da constelação de Sextans. Possui uma declinação de -03° 00' 44" e uma ascensão recta de 10 horas, 00 minutos e 47,4 segundos.
A galáxia NGC 3092 foi descoberta em 22 de Janeiro de 1865 por Albert Marth.